# Pelophylax cypriensis
Pelophylax cypriensis – gatunek płaza bezogonowego z rodziny żabowatych występujący endemicznie na Cyprze. Pozycja taksonomiczna niepewna. Dorasta do 10 cm długości i z wyglądu przypomina spokrewnioną żabę śmieszkę. Gatunek narażony na wyginięcie w związku ze stosunkowo niewielkim zasięgiem oraz spadkiem rozmiarów i jakości jego siedlisk. 

## Pozycja taksonomiczna i ewolucja
Do 2012 uważano, że na Cyprze występuje gatunek Pelophylax bedriagae. Jednakowoż analiza filogenetyczna Plötner i in. (2012) wykazała znaczące różnice w mtDNA i nDNA pomiędzy populacją cypryjską a innymi gatunkami Pelophylax, w tym P. bedriagae. W związku z powyższym autorzy badania nadali temu taksonowi status osobnego gatunku, Pelophylax cypriensis. Status ten nie jest jednak akceptowany przez wszystkich herpetologów. Tak jak inne cypryjskie płazy (jak np. Bufotes cypriensis) do specjacji Pelophylax cypriensis doprowadził koniec kryzysu messyńskiego, kiedy to 5,33 milionów lat temu wody Atlantyku ponownie zalały basen Morza Śródziemnego (który zaczął wysychać 5,96 milionów lat temu w związku z epizodami zamykania i otwierania się cieśnin w rejonie Gibraltaru). Uniemożliwiło to przemieszczanie się gatunków pomiędzy Cyprem i sąsiadującymi lądami. Obecnie (2024) takson ten traktowany jest jako młodszy synonim P. ridibundus.

## Wygląd
Płaz ten dorasta do 6–10 cm długości i z wyglądu przypomina blisko spokrewnioną żabę śmieszkę (Pelophylax ridibundus), od której różni się ubarwieniem, zazwyczaj brązowym, szarym, oliwkowym lub jasnozielonym.

## Zasięg występowania i siedlisko
Endemit. Występuje wyłącznie na Cyprze, gdzie spotykany jest w zachodniej części wyspy w obszarze pasma górskiego Trodos. Występuje na wysokościach 0–1383 m n.p.m., a jego zasięg wynosi 5837 km². 
Pelophylax cypriensis spotykany jest w wielu rodzajów siedlisk, takich jak obszary podmokłe, potoki, rowy, lasy, zarośla i łąki. Wykazuje tolerancję na wody brachiczne.

## Dieta
Płaz ten odżywia się wodnymi i naziemnymi owadami oraz rybami takimi jak gambuzja pospolita. Zaobserwowano również polowanie na pisklę.

## Rozmnażanie
Okres godowy trwa od marca do czerwca, występuje rozwój złożony. Odgłos nawoływania jest krótszy niż u P. bedriagae.

## Status i ochrona
W Czerwonej księdze gatunków zagrożonych Międzynarodowej Unii Ochrony Przyrody (IUCN) Pelophylax cypriensis wymieniony jest jako gatunek narażony na wyginięcie (Vulnerable, VU) w związku ze stosunkowo niewielkim zasięgiem występowania oraz spadkiem rozmiarów i jakości jego siedlisk. Gatunkowi temu zagraża osuszanie obszarów podmokłych w celach rolniczych, agrochemikalia, zmiany klimatu, oraz urbanizacja i rozwój turystyki. Ponadto odławiany jest w celach kulinarnych oraz hodowlanych.
Gatunek ten występuje na obszarach chronionych, takich jak park narodowy Troodos National Forest Park. W jego ochronie pomóc może odbudowa zniszczonych siedlisk, większa kontrola odłowu i handlu tym gatunkiem oraz dalsze badania nad jego rozmieszczeniem, rozmiarami populacji oraz behawiorem. 